# Carpolobia
Carpolobia es un género de plantas con flores perteneciente a la familia  Polygalaceae. Comprende 15 especies.

## Especies seleccionadas
- Carpolobia afzeliana
- Carpolobia alba
- Carpolobia caudata
- Carpolobia conradsiana
- Carpolobia delvauxii
- Carpolobia dubia

- Datos: Q9697718
- Especies: Carpolobia